# Novela revolucionaria
La novela revolucionaria (o novela de la Revolución) es una corriente literaria mexicana cuyas novelas fueron escritas por autores que estuvieron presentes en la Revolución Mexicana, entre los cuales destacan Mariano Azuela, Martín Luis Guzmán y Nellie Campobello.

## Autores y obras
- Mariano Azuela
  - Los de abajo (1916)

- Martín Luis Guzmán
  - El águila y la serpiente (1928)
  - La sombra del caudillo (1929)
- Nellie Campobello
  - Cartucho: Relatos de la lucha en el Norte de México (1931)

- Rafael F. Muñoz
  - Vámonos con Pancho Villa (1931)

- José Rubén Romero
  - Memorias de un lugareño (1940)
- Francisco Luis Urquizo
  - Tropa vieja (1943)

- Jorge Ibargüengoitia
  - Los relámpagos de agosto (1964)

- Fernando Zamora
  - Por debajo del agua (2004)

La editorial Aguilar publicó en 1960 dos tomos que compilan las mejores novelas de la Revolución.

## Confusiones comunes
La novela revolucionaria se puede llegar a confundir con las novelas de los temas de la Revolución, el cual es un género literario mexicano cuyo tema central son las acciones de guerra o las condiciones sociales en que se desarrolló la Revolución mexicana; sin embargo, este tipo de novelas fueron escritas por personas que no participaron en la Revolución mexicana.
Asimismo, Por debajo del agua, de Fernando Zamora, es una parodia de este tipo de novelas y por tanto se considera también parte de ellas en la medida en que, por ejemplo, el Quijote sería considerado una novela de caballería.
- Datos: Q6045972